# Copa Catalunya de futbol masculina 2000-2001
Fou la 12a edició de la Copa Catalunya.

## Fase Final

### Semifinals
| 26 abril 2001 | UDA Gramenet | 0 - 3 | FC Barcelona                        | Santa Coloma de Gramenet                                        |  |
| 21:30         |              | [ 1 ] | Dani 20' · Alfonso 35' · Moisés 92' | Nou Municipal de Santa Coloma - Can Peixeuet · Téllez Sánchez · |  |

| 10 maig 2001 | CF Balaguer | 1 - 0 | RCD Espanyol de Barcelona | Balaguer                          |  |
|              | Bernat 87'  | [ 2 ] |                           | Camp Municipal · Moreno Delgado · |  |

### Final
| CF Balaguer                                      | 2 - 2 | FC Barcelona                                  |
| ------------------------------------------------ | ----- | --------------------------------------------- |
| Campabadal 55' · Marcos 85'                      | [ 3 ] | Luis Enrique 12' · Xavi 41'                   |
| Tanda de penals                                  |       |                                               |
| Tenorio · Emili · Rodríguez · Claramunt · Marcos | 4 - 3 | Xavi · De la Peña · Zenden · Reiziger · Simao |

| Balaguer | Barcelona |

| GK               | 1  | David            |  | 46' |
|                  | 2  | Goyo             |  | 46' |
|                  | 3  | Bañuelos         |  |     |
|                  | 4  | Juan Tenorio     |  |     |
|                  | 5  | Carles Claramunt |  |     |
|                  | 6  | Enric Bernat     |  | 46' |
|                  | 7  | Emili            |  |     |
|                  | 8  | Carles Viladegut |  |     |
|                  | 9  | Menchón          |  | 46' |
|                  | 10 | Rafa Franco      |  | 74' |
|                  | 11 | Jaume Campabadal |  |     |
| Substitutes:     |    |                  |  |     |
|                  |    | Eduardo          |  | 46' |
|                  |    | Goyo             |  | 46' |
|                  |    | Sergio Rodríguez |  | 46' |
|                  |    | Marc             |  | 46' |
|                  |    | Jordi Esteve     |  | 74' |
| Manager:         |    |                  |  |     |
| Carles Viladegut |    |                  |  |     |

| GK            | 1  | José Manuel Reina     |  | 46' |
|               | 2  | Carles Puyol          |  | 46' |
|               | 3  | Marcelo da Silva      |  |     |
|               | 4  | Ibán Cuadrado         |  |     |
|               | 5  | Xavi Hernández        |  |     |
|               | 6  | Iván de la Peña       |  |     |
|               | 7  | Alfonso Pérez         |  | 80' |
|               | 8  | Gabri García          |  | 65' |
|               | 9  | Simao Sabrosa         |  |     |
|               | 10 | Luis Enrique Martínez |  | 46' |
|               | 11 | Boudewijn Zenden      |  |     |
| Substitutes:  |    |                       |  |     |
|               |    | Francesc Arnau        |  | 46' |
|               |    | David Bermudo         |  | 46' |
|               |    | Moisés Pereiro        |  | 65' |
|               |    | Alberto Manga         |  | 46' |
|               |    | Michael Reiziger      |  | 80' |
| Manager:      |    |                       |  |     |
| Carles Rexach |    |                       |  |     |